# Jardin des Arènes-de-Montmartre
Pour les articles homonymes, voir Jardin des Arènes.
Le jardin des Arènes-de-Montmartre est un espace vert du 18e arrondissement de Paris, en France, dans le quartier de Clignancourt.

## Situation et accès
Le jardin est accessible par le 25, rue Chappe.
Il est desservi par la ligne 2 à la station Anvers.

## Historique
Les arènes de Montmartre sont créées en 1941. Un hommage assez marqué à l’Antiquité, que l’on doit à une association montmartroise, les P’tits Poulbots.
Cet aménagement a été aussi réalisé dans le but de servir de contreforts aux poids de l’église et de la réserve d'eau situées au dessus (le sous-sol de la butte étant assez fragile - gypses et argiles percés de galeries). Avant les arènes, cette zone avait une fonction agricole, où l'on pouvait voir beaucoup de pommiers qui ont été aujourd'hui remplacés par de nombreux oliviers.
Depuis les années 1980, à la faveur de l'action du ministère de la Culture et de la municipalité, l'espace connaît une vocation culturelle et accueille de nombreuses jeunes troupes amateur ainsi que des festivals au caractère populaire.
Une scène du film Paris nous appartient (1961) de Jacques Rivette y a été tournée.

## Fréquentation

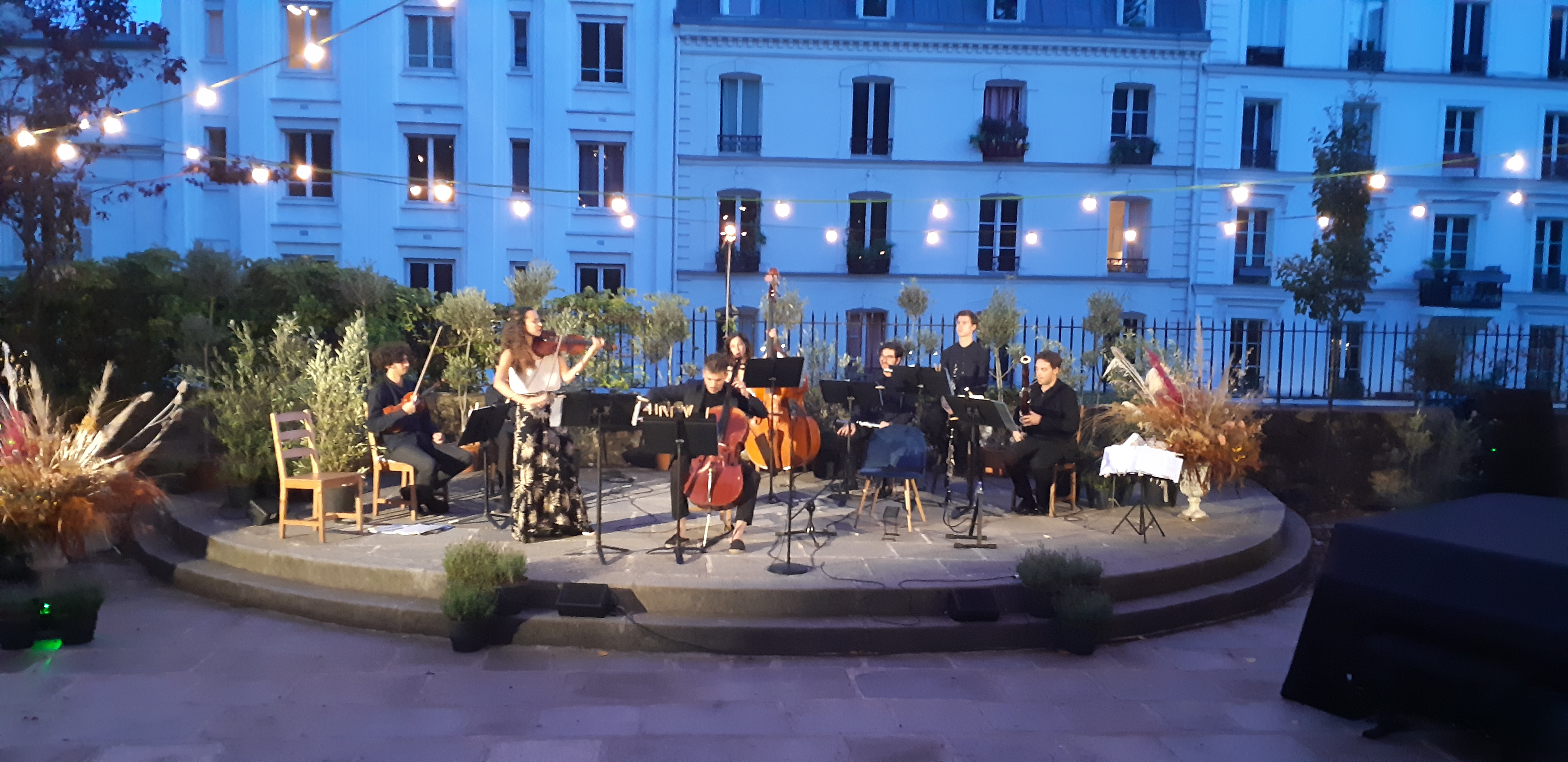
Concert dans les arènes, en août 2019.

On peut voir cet endroit très fréquenté à l’occasion d’événements culturels tels que des concerts, des pièces de théâtre et des festivals, au printemps et en été.